# کتیبه‌شناسی

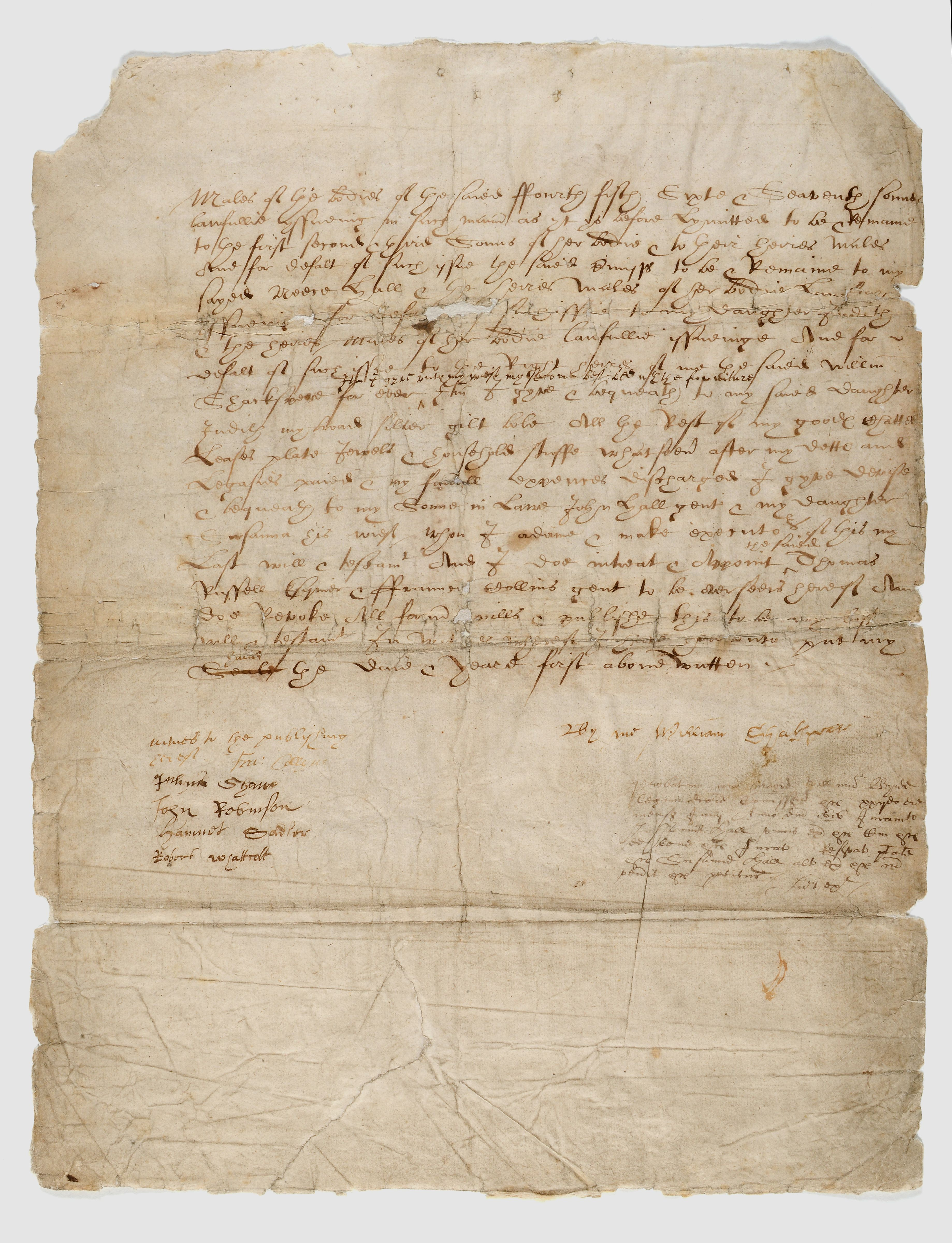
نمونه‌ای از نسخ رمزگشایی شده تسط کتیبه‌شناسان

کتیبه‌شناسی یا پارین‌نگاری (انگلیسی: Palaeography (از ریشهٔ زبان یونانی: παλαιός)) عبارت است از مطالعه و بررسی کتیبه‌ها و نسخ دست‌نویس تاریخی و باستانی شامل رمزگشایی، خواندن و تخمین قدمت آن‌ها. این مطالعه و بررسی بر روی اشکال، نحوه و مراحل نگارش کتیبه صورت می‌گیرد و محتوای متنی آن در این شاخه مورد ارزیابی علمی قرار نمی‌گیرد.